# Carmen Castillo (baseball)
Pour les articles homonymes, voir Carmen Castillo, Carmen Castillo Taucher et Castillo.
Monte Carmelo Castillo, dit Carmen Castillo, né le 8 juin 1958 à San Francisco de Macoris et mort le 16 novembre 2015 à Saint-Domingue, est un joueur de baseball dominicain évoluant au poste de joueur de champ extérieur.
Il a joué dans la Ligue majeure de baseball de 1982 à 1991, d'abord avec les Indians de Cleveland puis avec les Twins du Minnesota.